# Nianyushan
Nianyushan (kinesiska: 鲇鱼山, 鲇鱼山乡) är en socken i Kina. Den ligger i provinsen Henan, i den centrala delen av landet, omkring 370 kilometer sydost om provinshuvudstaden Zhengzhou. Antalet invånare är 41 661. Befolkningen består av 20 797 kvinnor och 20 864 män. Barn under 15 år utgör 20,0 %, vuxna 15-64 år 72 %, och äldre över 65 år 7,0 %.
Genomsnittlig årsnederbörd är 1 445 millimeter. Den regnigaste månaden är juli, med i genomsnitt 258 mm nederbörd, och den torraste är januari, med 34 mm nederbörd.